# 日本本土への艦砲射撃
日本本土への艦砲射撃（にほんほんどへのかんぽうしゃげき）では、太平洋戦争末期にアメリカ海軍、イギリス海軍、ニュージーランド海軍の艦艇が実施した、日本本土の産業・軍事施設を標的とした艦砲射撃について述べる。戦艦や巡洋艦が砲撃の大部分を担い、目標の工場のみならず周辺の民間人区域にも甚大な損害を与えた。日本軍を挑発して予備の航空機を誘い出す狙いもあったが、日本軍は反撃を試みなかったため、作戦に参加した連合国軍の艦艇や兵員には一切損害が出なかった。
本格的な艦砲射撃作戦の口火を切ったのは、1945年7月14日の釜石砲撃と15日の室蘭砲撃であった。17日から18日にかけての夜間には、アメリカ・イギリス艦隊が日立を砲撃した。18日には巡洋艦や駆逐艦からなる艦隊が野島崎を、24日から25日にかけての夜間に潮岬を砲撃した。29日にはアメリカ・イギリスの軍艦が浜松を、30日から31日にはアメリカの駆逐艦が清水を砲撃した。最後の艦砲射撃作戦は8月9日、再び釜石を標的として行われ、アメリカ、イギリス、ニュージーランドの艦艇が参加した。他にも、1945年6月から7月にかけてアメリカの潜水艦2隻が小規模な艦砲射撃を行っている。またそのうち一方は、小規模な本土上陸作戦も実施している。 
連合国艦隊の艦砲射撃により、標的となった都市の工場生産は混乱をきたし、日本市民の間にも戦争敗北が印象付けられた。艦砲射撃による日本の犠牲者数は最大で1,739人に上り、その他1,497人前後が負傷した。連合国側の犠牲者は、砲撃当時に捕虜として釜石市にいた兵士32人のみである。

## 背景
第二次世界大戦の終わりが近づく1945年半ば、日本列島中の都市や産業施設が、マリアナ諸島から飛来するアメリカ陸軍航空軍（USAAF）のB-29爆撃機や、アメリカ海軍の空母から発艦した艦載機による大空襲に見舞われていた。海上でも連合国潜水艦や海上艦艇による攻撃で、日本の海上輸送網は寸断された。日本海軍の残存艦艇のほとんどは燃料不足のため港から出られなくなり、海軍航空隊や陸軍航空部隊に属する航空機とあわせて同年後半に予想された連合軍の本土上陸を迎撃するべく温存されていた。またかつて日本軍は沿岸防衛のため沿岸砲を各地に設置していた。しかし開戦前に国家の現況にそぐわないと判断され、敵軍艦と対峙できるような沿岸砲はごく一部の戦略的要地にしか設置されなくなり、それも大部分は比較的小口径の砲となっていた。
太平洋戦争中、アメリカ海軍の高速戦艦は、基本的に太平洋艦隊の主力を形成する航空母艦群の護衛にあたっていた。しかし時には、海岸付近の日本軍陣地を砲撃したり、日本の軍艦と戦闘することもあった。
1945年中盤、連合国海軍首脳部は、戦艦を日本本土沿岸部への攻撃に投入することにした。一つには、日本軍が温存している航空機を誘き出し、連合軍戦闘機でもって撃滅しておきたいという狙いがあった。しかし日本の大本営はこの連合軍の意図を予想しており、砲撃に来た敵艦隊を攻撃せず、あくまでも本土決戦で上陸してくる連合軍に備えて航空機を温存する方針をとった。

## 本土艦砲射撃

### 釜石（第一次）
1945年7月1日、ウィリアム・ハルゼー・ジュニア大将率いるアメリカ第3艦隊が、レイテ湾から日本本土へ向け出撃した。ハルゼーは、戦艦と巡洋艦を使って日本の軍事施設や工場を砲撃する計画を立てていた。潜水艦も日本の沿岸水域へ先行し、日本軍が敷設した機雷を捜索した。またB-29爆撃機やB-24爆撃機が日本中の上空を飛行しながら写真偵察し、第3艦隊が攻撃目標とできるような飛行場や施設を探した。
7月10日、第3艦隊の中核を成す、ジョン・S・マケイン中将率いる第38任務部隊が日本本土の標的へ攻撃を始めた。この日、第38任務部隊が送り出した航空機が東京周辺の施設を爆撃した。第38任務部隊自体は北上を続け、7月14日に北海道や本州北部への攻撃を開始した。ここはB-29爆撃機の行動可能範囲外だったため、これまで戦争中も直接攻撃を受けてこなかった地域であった。アメリカの航空攻撃に対する日本軍の抵抗は僅かで、日本の軍艦11隻と商船20隻が撃沈され、軍艦8隻と商船21隻が損傷した。また空母艦載機が日本の航空機25機を撃破したと主張されている。

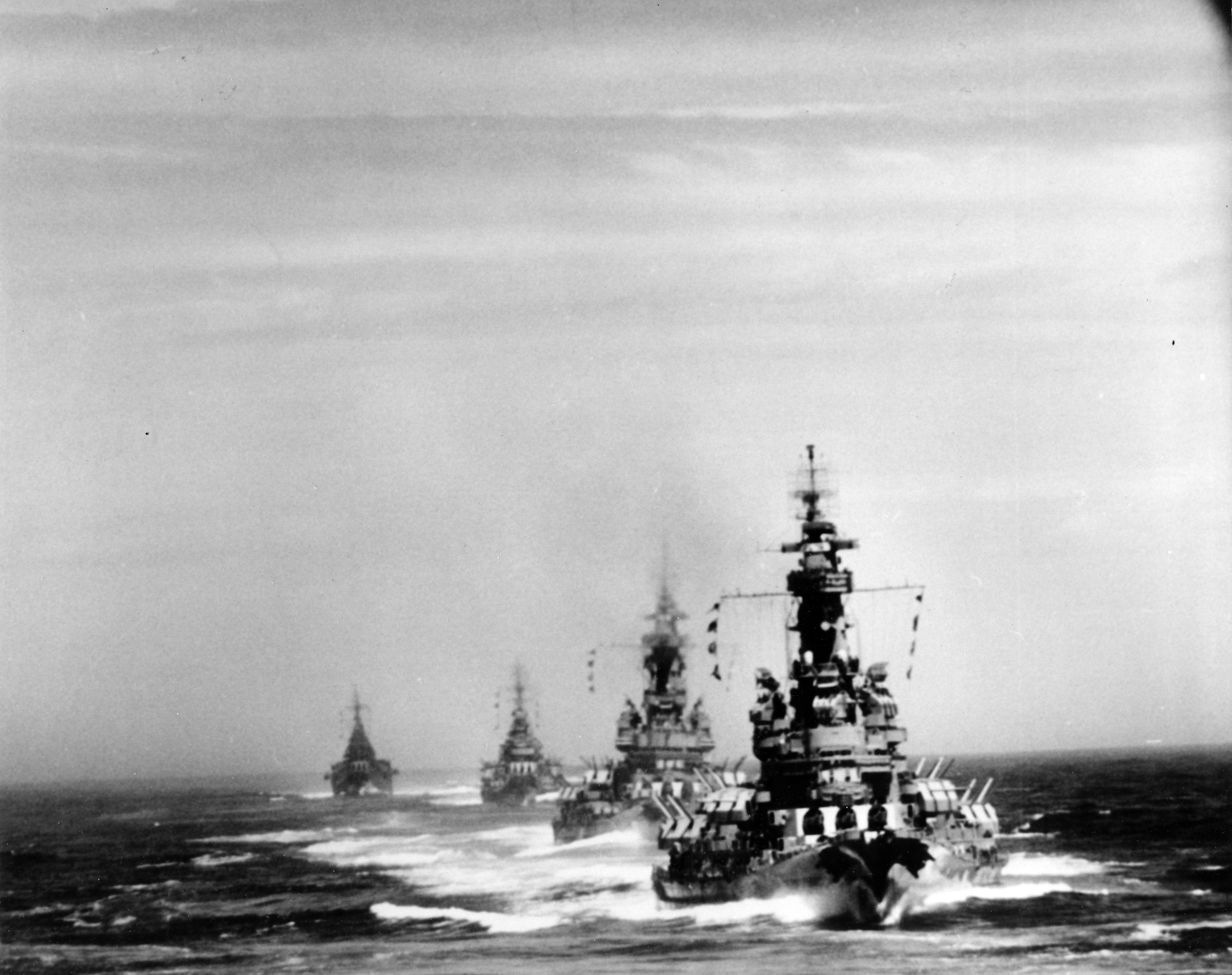
釜石へ接近する第34.8.1任務隊の艦艇（1945年7月14日）

7月14日、北海道や本州北部への空襲と連携して、最初の沿岸都市を標的とした艦砲射撃が実施された。ジョン・F・シャフロス・ジュニア少将率いる第34.8.1任務隊が第38任務部隊から分離し、釜石の製鉄所を砲撃した。当時、釜石市は4万人の人口と、日本最大の製鉄所を擁していた。ただこの頃の製鉄所の生産量は、コークスをはじめとした原料不足のため本来の半分未満にまで落ち込んでいた。日本製鐵の製鉄所では連合軍の捕虜が働かされており、彼らは釜石の2か所の収容所で暮らしていた。 第34.8.1任務隊は、アメリカの戦艦サウスダコタ、インディアナ、マサチューセッツ、重巡洋艦クインシー、シカゴ、駆逐艦9隻で構成されていた。
14日12時10分、第34.8.1任務隊は29,000ヤード（27,000メートル）の距離から釜石の製鉄所へ砲撃を開始した。任務隊は砲撃を続けながら陸に接近していったが、沿岸100ファゾム線（約183メートル）よりも接近することは無かった。より陸に近い水域の機雷を除去できる掃海艇が無かったためである。任務隊は釜石の港を横切る1，2時間の間に、16インチ (410 mm)砲802発、8インチ (200 mm)砲728発、5インチ (130 mm)砲825発の砲弾を撃ち込んだ。ほとんどは製鉄所の敷地内に着弾したが、着弾の振動により市街地で台所火災が発生し、市街地の広範囲を覆う大火となった。また激しい砲煙でアメリカ軍機が視界を遮られ、着弾観測できなくなった影響で、軍艦も標的への正確な射撃が困難になった。艦砲射撃中、日本側からの航空機や砲による反撃は無かった。攻撃後、連合軍の航空機が撮影した製鉄所の写真をもとに分析が行われた。しかし分析官たちは、艦砲射撃の成果を過小評価していた。艦砲射撃の成果を空撮写真で分析するというのはアメリカにとってもほとんど初めての試みであり、分析官たちは、製鉄所の建物が一つも崩壊していないという点を重視し過ぎていた。なお戦後になって、この第一次砲撃の時点ですでに製鉄所は大損害を被っており、一時的に操業を停止せざるを得なくなっていたことが判明した。結果的には4週間分の生産量に相当する銑鉄と、2か月半分の生産量に相当するコークスが失われていた。また市街地では住宅1460棟が破壊され、市民424人が犠牲となった。また釜石湾に停泊していた第二十八号型駆潜艇1隻が砲撃を受け沈没し、乗員28人が戦死した。この時の砲撃に、連合軍捕虜5人が巻き込まれ死亡した。

### 室蘭

1945年7月-8月の日本における、空母艦載機による爆撃と艦砲射撃

7月14日から15日にかけての夜、第38任務部隊から別個に分離していた第34.8.2任務隊が、室蘭に南東から砲撃を行った。オスカー・C・バジャー少将率いる第34.8.2任務隊は、戦艦アイオワ、ミズーリ、ウィスコンシン、軽巡洋艦アトランタ、デイトン、駆逐艦8隻で構成されていた。ハルゼー大将も、ミズーリに搭乗して作戦に同行した。標的は、室蘭にある日本製鋼所と輪西製鐵所の施設だった。またこの夜には巡洋艦4隻と駆逐艦6隻からなる部隊が分離して本州東岸を航行したが、攻撃目標を見つけられなかった。
15日の夜明け頃、第34.8.2任務隊による室蘭砲撃が始まった。戦艦3隻は、28,000-32,000ヤード（26,000-29,000メートル）の距離から16インチ (410 mm)砲860発を撃った。しかし靄がかかった状況で航空機による着弾観測がうまくいかず、標的の2つの工場の敷地に着弾したのはわずか170発であった。それでも工場群には、2か月半分の生産量に相当するコークスと、それに近い銑鉄を失う大打撃を与えた。市街地の被害も甚大だった。この時も空撮写真による成果分析が行われたが、釜石砲撃と同様に過小評価気味であった。6時間以上にわたる砲撃中、北海道の陸上から目視できる距離にいた第34.8.2任務隊は、空からの攻撃に対して極めて無防備な状態にあった。ハルゼーは後に、これが自身の生涯で最も長い6時間だったと述懐している。しかしこの状況ですら日本軍は航空機による反撃を仕掛けてこなかったので、ハルゼーは日本軍が本土決戦のため航空機を温存しているのだと確信するに至った。7月15日、第38任務部隊から飛び立った航空隊が再び北海道と本州北部を攻撃し、両島間で石炭を輸送していた日本の船団を壊滅させた。

### 日立
7月15日、第38任務部隊は、燃料補給とイギリス太平洋艦隊主力（第37任務部隊）との合流のため、いったん日本列島沿岸から離脱した。7月17日朝、イギリス・アメリカの空母から飛び立った航空機が東京北部を爆撃した。同日午後、この空母部隊から第34.8.2任務隊が分離し、東京の北東80マイル（130キロメートル）に位置する日立へ向かった。司令官はバジャー少将で、構成艦はアメリカ戦艦アイオワ、ミズーリ、ウィスコンシン、ノースカロライナ、アラバマ、イギリス戦艦キング・ジョージ5世、アメリカ軽巡洋艦アトランタ、デイトン、アメリカ駆逐艦8隻、イギリス駆逐艦2隻だった。イギリスのキング・ジョージ5世ら3隻はアメリカ艦の後方に付き、独自に行動していた。ハルゼー大将は今回もミズーリに搭乗して攻撃に参加した。
7月17日から18日にかけての夜、日立への艦砲射撃が実施された。雨と霧により、攻撃目標の特定や観測機の飛行が困難な状況であったが、空母艦載機数機が砲撃任務隊の援護にあたった。連合軍の戦艦はレーダーとLORANを用いて標的を定め、23時10分に砲撃を開始した。アメリカ艦の標的は9か所の産業施設で、キング・ジョージ5世も似たような目標を攻撃した。1時10分に砲撃が終わるまでに、アメリカ戦艦は16インチ (410 mm)砲1238発、イギリス戦艦は14インチ (360 mm)砲267発を撃ち込んだ。また軽巡洋艦2隻は日立の南方にあったレーダーや電力施設に6インチ (150 mm)砲292発を放った。砲撃距離は23,000-35,000ヤード（21,000-32,000メートル）だった。
9か所の目標のうち砲弾が命中したのは3か所のみで、日立の産業区域全体に対する損害は「軽微」だったと判断された。その一方で、日立の市街地と重要基幹施設は相当な被害を受けた。翌日の18日から19日にかけての夜にはB-29爆撃機の空襲も受け、日立の市街地の79パーセントが破壊もしくは被害を受けた。 アメリカ海軍の公式な第二次世界大戦戦史では、「日本人個々人」は空襲よりも艦砲射撃の方を恐れていた、と主張されている。

### 野島崎・潮岬
7月18日、第37・38任務部隊は東京近辺にさらなる空襲を仕掛けた。その中心となったのが、横須賀鎮守府にいた戦艦長門の撃沈を狙った横須賀空襲であった。その夜、J・キャリー・ジョーンズ少将率いる第17巡洋艦分艦隊（軽巡洋艦アストリア、パサデナ、スプリングフィールド、ウィルクスバリ、駆逐艦6隻）が、野島崎のレーダー基地に6インチ (150 mm)砲240発を撃ち込んだが、1発も命中しなかった。
空襲実施後、連合国艦隊は7月21日から23日にかけて海上補給をし、次いで24日から28日にかけて呉・瀬戸内海への空襲を行った。24日から25日にかけての夜、第17巡洋艦分艦隊は紀伊水道を哨戒し、潮岬に近い串本の水上機基地とレーダー基地へ艦砲射撃した。ただこの攻撃は4分間だけで終わり、日本側の損害も軽微だった。

### 浜松
7月29日、分遣隊が連合国艦隊の主力から分離し、浜松へ向かった。陣容は14日の釜石砲撃に参加した軍艦に加え、イギリス戦艦キング・ジョージ5世、イギリス駆逐艦ユリシーズ、ウンディーネ、ユラニアが参加していた。これらイギリス艦4隻は、第37.1.2任務隊に指定された。艦砲射撃隊の指揮は、ジョン・F・シャフロス・ジュニア少将が執った。浜松の市街は、すでに空襲で甚大な被害を受けていた。
イギリス艦とアメリカ艦は、それぞれ別個に標的を定めた。23時19分、イギリス戦艦キング・ジョージ5世は当時航空機のプロペラを生産していた日本楽器製造株式会社第二工場を標的とし、20,075ヤード（18,357メートル）の距離から砲撃を始めた。視界良好な中で観測機の支援も受けたキング・ジョージ5世は14インチ (360 mm) 砲265発を放ったが、軽微な損害しか与えられなかった。アメリカ戦艦マサチューセッツも同社の第一工場を砲撃したが、ごく一部しか命中しなかった。これらの工場に対する物理的な損害は軽微なものにとどまったが、欠勤する労働者が増え、工場の枢要部が混乱をきたしたこともあり、結果的には工場は操業停止に陥った。アメリカ艦は他にも、鉄道省の機関車工場や、その他3か所の産業施設を攻撃した。
これらの標的の内、機関車工場は3か月間操業停止するほどの被害を受けた。一方で他の標的の内2か所は艦砲射撃前から操業を停止しており、残りの1か所には被害がなかった。東海道本線の重要な橋梁2本も攻撃対象となったが、命中しなかった。また浜松の線路が損傷し、東海道線は運行を66時間停止した。またウンディーネは2度にわたり小規模な船団へ砲撃したが、これは漁船だったとみられている。日本軍の航空機や沿岸砲による反撃はなかった。なおこの浜松砲撃は、イギリスの戦艦が実戦で射撃した最後の事例となった。

### 清水
次の標的となったのは、清水（現静岡市清水区）であった。7月30日から31日にかけての夜、J・W・ラドウィッグ大尉（駆逐艦ジョン・ロジャーズ搭乗）率いる第25駆逐戦隊が駿河湾を航行し、日本艦への攻撃を試みた。しかし標的となる敵艦が見つからなかったので、戦隊は31日深夜に駿河湾深くへ侵入し、清水の車両基地やアルミニウム工場に向けて7分間で5インチ (130 mm)砲1100発を撃ち込んだ。工場への命中弾はあったものの、もとよりこの工場は原料不足のためほとんど操業停止に近い状況にあり、攻撃意義はあまりなかった。車両基地の被害は無かった。

### 釜石（第二次）
7月末から8月上旬にかけて、連合国艦隊は台風回避と燃料・弾薬補給のため日本沿岸から撤退した。そして9日から10日にかけて再び北上し、空母艦載機が本州北部の基地にいた多数の予備航空機集積地を叩いた。艦載機パイロットは、この作戦で日本軍機720機を破壊したと主張している。

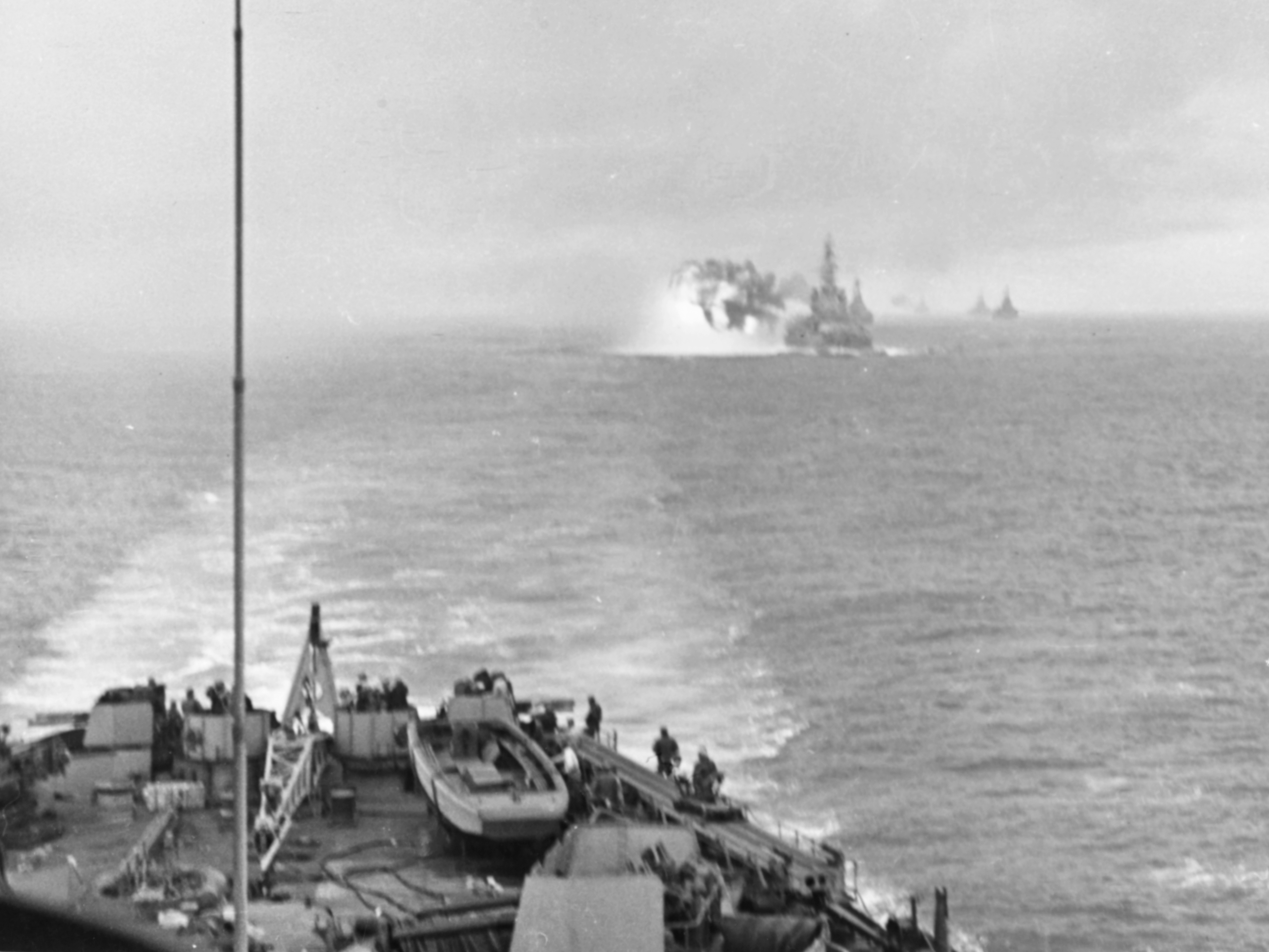
釜石を砲撃するアメリカの戦艦マサチューセッツ（1945年8月9日）

またこの北日本への攻撃の一環で、8月9日に釜石への二度目となる艦砲射撃が行われた。アメリカ側が、前の艦砲射撃の際に製鉄所に十分な損害を与えられていなかったと誤解していたためである。作戦にあたったのは第34.8.1任務隊で、構成艦は7月の第一次砲撃時のものに加え、アメリカ巡洋艦ボストン、セントポール、イギリス軽巡洋艦ニューファンドランド、ニュージーランド海軍軽巡洋艦ガンビア、イギリス駆逐艦タープシコリー、ターマガント、テネイシャスが参加した。キング・ジョージ5世はプロペラ軸のうち2本に不具合が生じ、仲間の艦船に追いつくだけの速度が出ない状況だったため、この作戦には参加しなかった。
12時54分、連合国艦隊が釜石の製鉄所と港のドックへの砲撃を開始した。砲撃距離は平均14,000ヤード（13,000メートル）で、艦隊は2時間近くの間に釜石湾を4回横断し、16インチ (410 mm)砲803発、8インチ (200 mm)砲1383発、6インチ (150 mm)砲733発を放った。艦砲射撃を締めくくる最後の一発を放ったのは、ニュージーランド軽巡洋艦ガンビアだった。この攻撃中、日本軍機数機が連合国艦隊に接近し、うち2機が撃墜された。この攻撃による釜石の被害は7月の第一次攻撃を上回るものであり、膨大な量の銑鉄が失われた。またこの砲撃では製鉄所周辺の住宅地も標的となり、家屋1471棟が破壊され、市民281人が犠牲となった。またこの時には、砲撃音がアイオワからアメリカ本土へラジオ中継された。なおこの第二次砲撃で釜石にあった捕虜収容所のうち1棟が破壊され、連合国捕虜27人が犠牲となった。
8月13日にも、イギリス戦艦キング・ジョージ5世、軽巡洋艦3隻、その他護衛駆逐艦による日本本土への艦砲射撃作戦が予定されていた。しかしこれはキング・ジョージ5世の機械的問題と、広島・長崎への原爆投下の影響で中止された。以降連合国艦隊は日本本土への艦砲射撃を行わないまま、15日の日本降伏を迎えた。

### 潜水艦による艦砲射撃

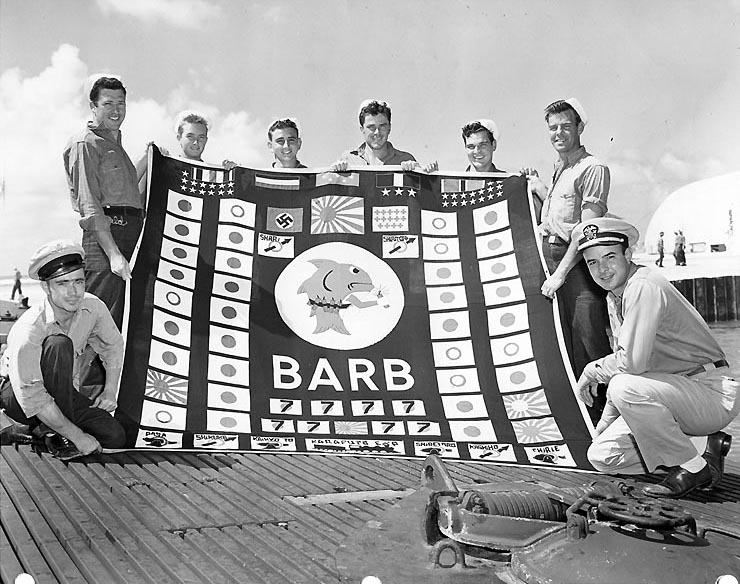
1945年7月23日に樺太に上陸した潜水艦バーブの乗組員と、バーブの軍旗。軍旗には、この作戦で鉄道を破壊したことを象徴するマークや、前後の沿岸砲撃任務を示すマークが描き込まれている。

1945年6月から7月にかけて、2隻のアメリカ潜水艦が日本本土への攻撃を行っている。6月20日、潜水艦バーブ（ユージーン・B・フラッキー艦長）が日本列島北部沖に展開した。この潜水艦は、沿岸攻撃のために試作された5インチ (130 mm)ロケットランチャーを装備していた。22日に日付が回った深夜、バーブは斜里にロケット弾12発を発射した。その後バーブはさらに北上し、7月2日に樺太南東部の海豹島へ甲板砲で砲撃を加えた。これにより入渠していた日本のサンパン3隻が撃沈され、オットセイ繁殖地が被害を受け、各所で火災が起きた。翌3日、バーブは敷香（現ポロナイスク）へさらに多数のロケット弾を撃ち込んだ。23日、バーブの乗組員8人がサハリン東海岸に上陸し、線路に爆薬を仕掛けた。上陸部隊が潜水艦に戻った後、列車が通りかかったところで爆薬が起爆し、市民を含む150人が死亡した。24日、バーブは知取（現マカロフ）へロケット弾32発、元泊（現ヴォストーチノエ）の樫保へ12発を撃ち込んだ。その後、バーブは基地へ帰還する途上で散江を、翌25日に択捉島の蘂取を砲撃した。蘂取砲撃の標的はサンパンを建造していた造船所で、この攻撃で日本のまだ新しい船舶35隻が破壊された。
6月24日には、別のアメリカ潜水艦トルッタが対馬海峡の平戸島を砲撃した。これはアメリカの潜水艦が対馬海峡を突破して日本海を遊弋していると日本に思わせるデモンストレーションを目的としていた。実際には、トルッタは北方の宗谷海峡から回り込んで平戸島まで来ていた。

## 結果

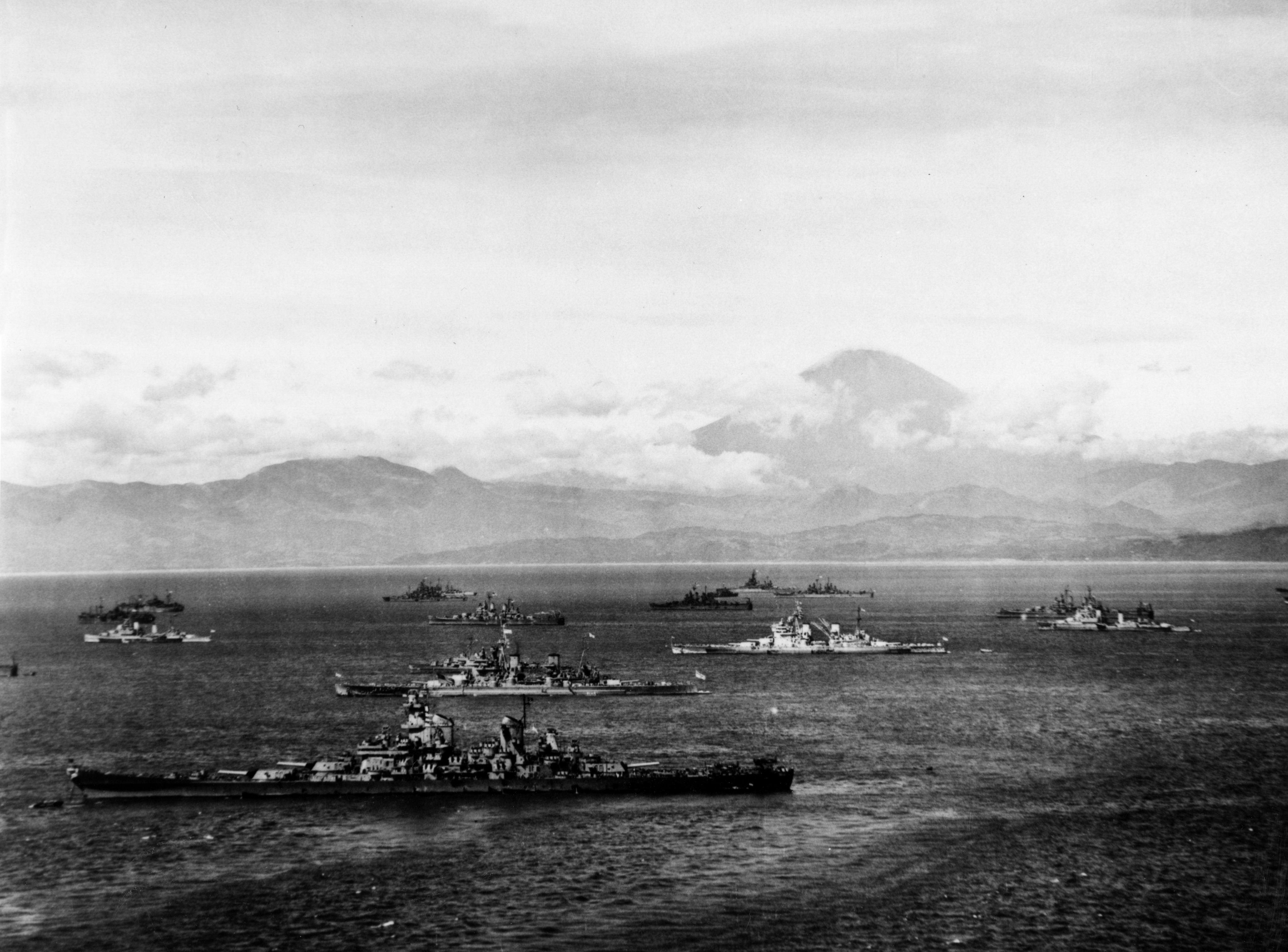
相模湾を航行するアメリカ戦艦ミズーリ、イギリス戦艦デューク・オブ・ヨーク、キング・ジョージ5世、アメリカ戦艦コロラドなどの連合国艦船（1945年8月28日）

本土艦砲射撃は、日本軍の反撃を誘うという点では成功しなかったものの、日本の製鉄産業を混乱させるという目的は達せられた。攻撃を受けた製鉄所の一部は細々と操業を続けたものの、特に重要な釜石と輪西の製鉄所は7月と8月の艦砲射撃で大打撃をこうむっていた。いずれの攻撃においても、連合国艦隊の砲列は正確に製鉄所のコークス炉を集中攻撃し、操業に致命的なダメージを与えていた。戦後の分析で、産業建築物に対する攻撃力は、海軍艦艇の16インチ (410 mm)砲から放たれる2,000 lb (910 kg)前後の砲弾ですら、艦載機が投下した2,000 lb (910 kg)・ 1,000 lb (450 kg)汎用爆弾に劣るということが明らかとなった。これは艦隊の護衛にあたっていた航空機に爆撃させた方が、艦隊の直接砲撃よりも効果的だったはずだとするマケイン中将の主張を裏付けるものであった。ただ米国戦略爆撃調査団は、参加艦艇が損害を受ける危険性が低い作戦であったとして、艦砲射撃作戦を正当化した。
艦砲射撃は、日本人の士気にも影響を与えた。空襲と艦砲射撃の両方を経験した日本市民は、前触れなく長時間にわたり攻撃が続く艦砲射撃の方を恐れた。砲撃による実被害が小さかった工場でも、労働者が出勤を避けたり生産性が落ちたりして、結果的に生産力が大幅に低減した。ただ攻撃を受けたすべての工場で労働者の士気が低下したわけではない。ある2か所の工場では、艦砲射撃後に労働者がより士気を上げていたといわれている。また沿岸から目視できる距離に連合国の軍艦が現れたことで、多くの日本人が敗戦を意識するようになった。ただこうした日本市民の意識は、日本政府が降伏を決断するのに大きな影響を与えたとは言えない。
1949年、日本の経済安定本部は、連合国の本土艦砲射撃などによる攻撃（空爆を除く）により3,282人が死傷したとした。これは日本本土で連合軍の攻撃により死傷した人数の0.5パーセントに当たる。うち死者は1,739人、行方不明者46人、負傷者1,497人となっている。

## 関連文献
- Halsey, William F.; Bryan, Joseph (1947). Admiral Halsey's Story. London: Whittlesey House. OCLC 747307493
- United States Strategic Bombing Survey Naval Analysis Division (1946). Report of Ships Bombardment Survey Party–Foreword, Introduction, Conclusions, and General Summary. Japan Air Raids.org